# Verrucospora vulgaris
Verrucospora vulgaris är en svampart som beskrevs av Pegler 1977. Verrucospora vulgaris ingår i släktet Verrucospora och familjen Agaricaceae.   Inga underarter finns listade i Catalogue of Life.